# Château de la Bâtisse
Le château de La Batisse est situé sur la commune de Chanonat (France).

## Localisation
Le château est situé sur le territoire de la commune de Chanonat, dans le département du Puy-de-Dôme, en région Auvergne-Rhône-Alpes.

## Histoire
Connu depuis 1308, le château a d'abord appartenu à l'écuyer Gérard d'Aultier. Le domaine passa ensuite à la famille de La Volpilhière jusqu'en 1569. Après le suicide du dernier de la famille, le château resta à l'abandon pendant 60 ans. La seigneurie fut acquise en 1622 par Claude Roussel qui le céda en 1693 à Jean Girard, Secrétaire du Roy près de la Cour des Aides de Clermont. Ce dernier prit par la suite le nom de Girard de Chasteauneuf. Ses descendants se sont alliés à la famille Arnoux de Maison Rouge, propriétaire en 2017[source insuffisante], qui a vendu le château à Jean-Yves Berthon et Vincent Salesse en mars 2021.

## Architecture
Une simple tour de défense fut construite au XIIIe siècle pour constituer la ceinture de défense du sud de Clermont-Ferrand avec celle du Crest, de La Roche-Blanche et le château d'Opme. La vallée de l'Auzon servait à l'origine de chemin protégé. Le château du Crest tenait les hauts et la tour du guetteur à La Batisse tenait le bas.
Au XIVe siècle on ajouta trois autres tours qui furent réunies par des corps de bâtiment afin de constituer un véritable château fort. La situation au cœur de la vallée de cette maison forte ne lui permettait tout au plus que de prévenir les attaques éventuelles.
En 1622, Le cardinal de Richelieu fit raser les grandes places fortes d'Auvergne et démantela un certain nombre de petits châteaux. Les murs d'enceinte de La Batisse, ainsi qu'une tour furent rasés. Les mâchicoulis et les créneaux des trois tours restantes furent également détruits. Vers 1633, le propriétaire Claude Roussel coiffa les tours de calottes à lanternon. Le clocheton du centre date du XIXe siècle. En 1693 le château fut restauré en demeure de plaisance à la mode du XVIIIe siècle avec un jardin à la française en terrasses[source insuffisante].

## Parcs et jardins
Les jardins du château s’étendent sur 9 ha et ont été dessinés par l’école d'André Le Nôtre. Ce sont les plus grands jardins à la française du Puy-de-Dôme, ils sont aujourd'hui classés Jardin remarquable. L'eau y tient une place prépondérante. Le domaine du château longe le bord de l'Auzon sur 1 800 m. La Batisse est le seul véritable jardin d'eau du Massif central. Un barrage capte l'eau et l’amène dans un petit canal qui débouche dans un château d'eau situé au-dessus de la propriété. L'eau arrive dans les bassins par gravité[source insuffisante].
Avec ses jardins, le château est classé et fait l'objet d'une protection au titre des monuments historiques par arrêtés des 16 juin 1970 et 17 juillet 1997.